# La Chambre (Strasbourg)
Pour les articles homonymes, voir La Chambre.
La Chambre est un espace d’exposition et de formation à l’image fondé en 2010 à Strasbourg, spécialisé dans le champ de la photographie contemporaine, avec des incursions régulières dans la photographie patrimoniale.

## Actions
C’est le collectif Chambre à part, créé en 1991 par une dizaine de photographes locaux, qui devant la complexité toujours croissante et chronophage dans l’organisation d’expositions, souhaite se séparer de son activité de diffusion artistique et d'éducation à l'image, et décide de passer le relais en 2010 à l’association La Chambre qui s’est constituée autour d’un noyau de collectionneurs et d’amoureux de la photographie, présidée par Christophe Thiébaut, collectionneur strasbourgeois de photographie contemporaine.
Elle est installée depuis 2010 dans un local de 180 m2 situé 4 place d’Austerlitz, dans le quartier de la Kruteau à Strasbourg,.
Co-dirigée depuis 2019 par Catherine Merckling et Paul Turot, La Chambre est conventionnée par la ville de Strasbourg et la région Grand Est. Sa démarche répond à « un besoin urgent d’injecter de l’émerveillement et du discernement dans le monde contemporain ».
La structure est dotée, en 2021, d’un budget de 450 000 € et emploie six salarié à plein temps et cinq postes et demi en équivalent plein temps. Elle accueille en moyenne 10 000 visiteurs chaque année.
Dans le cadre du festival Les Journées de l’architecture, elle a lancé Archifoto, un concours international de photographie d’architecture qui a pour ambition de récompenser les photographes dont le regard aide à la compréhension du monde, du paysage urbain et de l’architecture.
La Chambre dispose d'une salle de formation dans laquelle sont dispensés cours, stages, et ateliers pédagogiques à destination du jeune public et de formations photo pour adulte.
Membre du réseau Diagonal, La Chambre co-produit des expositions avec la Maison de la photographie Robert-Doisneau et le musée Nicéphore-Niépce.

## Photographes exposés

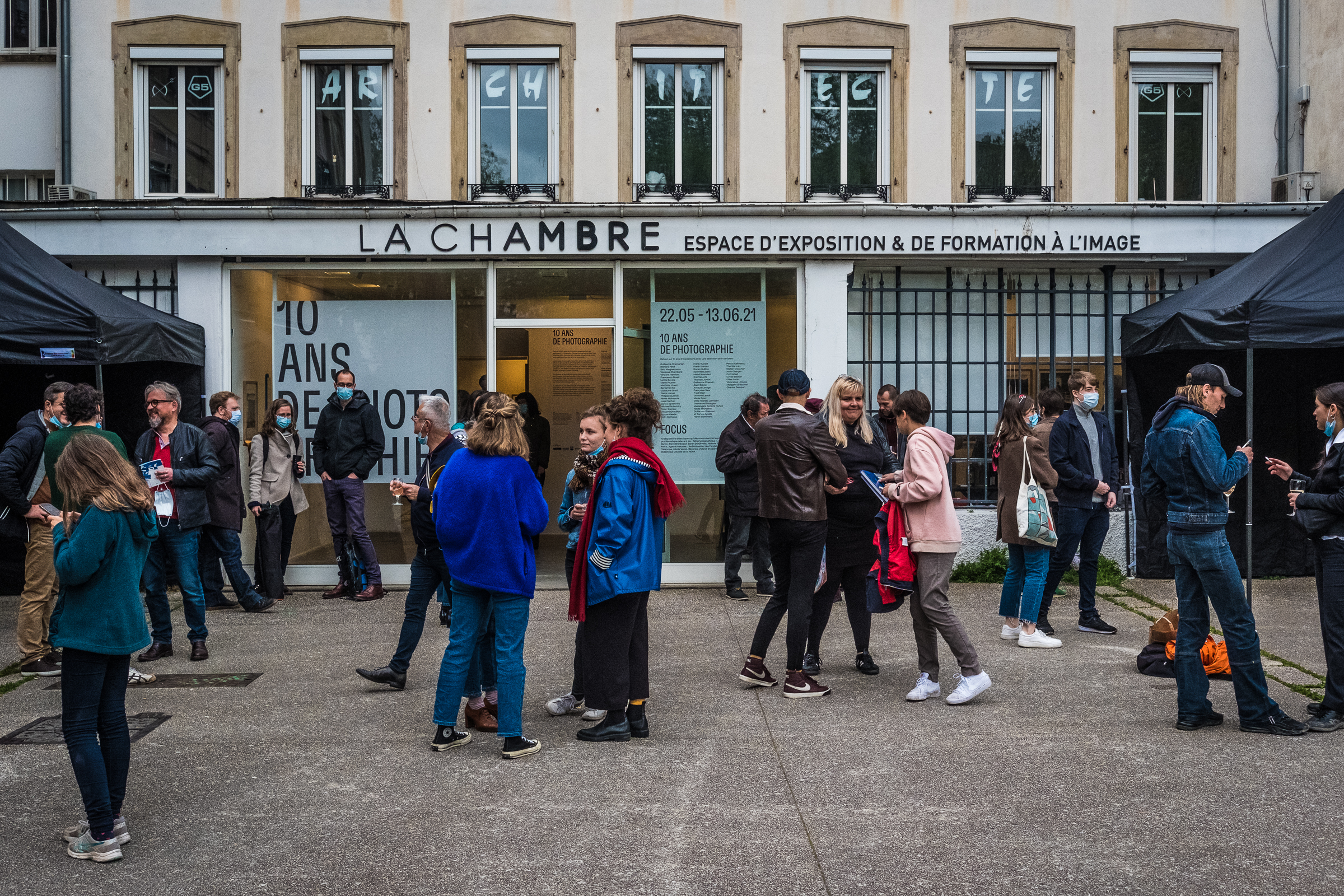
Soirée de vernissage à La Chambre, en mai 2021.

Depuis sa création, La Chambre a exposé plus de 120 artistes.
Liste non exhaustive
- 2008 : China Western, Carlos Spottorno
- 2013 : Rétrospective, Arnold Odermatt[6]
- 2015 : Expérience n°1, Éric Tabuchi
- 2016 : Papiers, s’il vous plait, collection du Musée Nicéphore-Niépce[7],[8]
- 2016 : En routes, Marie Bovo[9]
- 2017 : Rétrospective, Fred Stein (première exposition monographie en France)[10]
- 2017 : Compositions sur le marbre, Françoise Saur[11]
- 2018 : Power to the people, Stephen Shames (en)[12]
- 2018 : La révolution culturelle, Zhu Xianmin[13]
- 2019 : Méfiez-vous des apparences, Weronika Gęsicka[14]
- 2019 : Fluffy Clouds et Bure ou la vie dans les bois, Jürgen Nefzger[15]
- 2019 : La Moitié du monde, Shirin Neshat, ORLAN, Zoe Leonard, Alexandra Boulat, Géraldine Millo[16]
- 2019 : Isle of Eigg, Charles Delcourt[11]
- 2020 : Jeunesse délaissée, Tish Murta[17]
- 2021 : Retour sur dix années de photographie, exposition rétrospective pour les dix ans de La Chambre[1].
- 2021 : Dolorès Marat, Au fil d’une vie, du 18 septembre au 14 novembre[18].